# Albraunia psilosperma
Albraunia psilosperma là một loài thực vật có hoa trong họ Mã đề. Loài này được Franz Speta mô tả khoa học đầu tiên năm 1982.

## Phân bố
Loài này có tại miền bắc Iraq.